# Cào cào Nam Bộ (thực vật)
Cào cào Nam Bộ (danh pháp: Burmannia cochinchinensis) là một loài thực vật có hoa trong họ Burmanniaceae. Loài này được Gagnep. mô tả khoa học đầu tiên năm 1907.